# فخر الدين بن يوسف
فخر الدين بن يوسف (مواليد 21 يونيو 1991 ب‍تونس العاصمة) هو لاعب كرة قدم تونسي يلعب لصالح النادي المصري في الدوري المصري الممتاز و‌منتخب تونس لكرة القدم في مركز الهجوم.

## مسيرته
بدأ اللاعب مسيرته الرياضية منذ سن الثامنة، فقد كان ينشط ضمن أصناف الشبان للملعب التونسي. ولكنه إثر خلاف مع أحد المدربين غادر هذا الفريق في اتجاه النجم الأولمبي لحلق الوادي والكرم. في فريقه الجديد، جذب فخر الدين انتباه المشرفين على النادي الرياضي الصفاقسي فسعوا إلى انتدابه، وبذلك انضمّ إلى هذا الفريق منذ صائفة 2011 موقعا معه عقدا مدته 5 سنوات. برز فخر الدين بسرعة مع شبان النادي الصفاقسي، فتم إلحاقه بصنف الأكابر حيث افتك مكانه سريعا، وأصبح بسرعة من العناصرة المؤثرة في الفريق التي قادته إلى الظفر ببطولة تونس وبكأس الاتحاد الأفريقي سنة 2013. وقد أدى مردود بن يوسف اللافت إلى فوزه بلقب أفضل لاعب تونسي لسنة 2013. أثناء هذا البروز، دعي اللاعب للالتحاق بالمنتخب الوطني التونسي. تواصل بروز فخر الدين مع النادي الرياضي الصفاقسي والمنتخب على حد السواء، ولكن انسحاب فريقه من المنافسة على لقب رابطة الأبطال الإفريقية سنة 2014 من الدور نصف النهائي عمق رغبته في الخروج من تونس لعيش تجربة أوروبية مع إحدى الفرق التي بقيت تتابعه لمدة طويلة. وفي جانفي 2015، التحق فخر الدين بنادي متز الفرنسي الناشط في الدرجة الأولى الفرنسية، ولكنه تعرض لإصابة أثناء إعداد المنتخب للمنافسة على كأس الأمم الأفريقية لنفس السنة، ولم يتعاف منها إلا في أعقاب الموسم، فلم يستطع المشاركة إلا لست مقابلات مع ناديه الفرنسي. بنزول نادي متز للدرجة الثانية، وعدم رغبة النادي في خدماته، اختار فخر الدين بن يوسف العودة للبطولة التونسية بعد أن قدم له فريق الترجي الرياضي التونسي عرضا مغريا، قد يكون أعلى صفقة قيمة في تاريخ انتقالات البطولة التونسية و وقع مع نادي الاتفاق السعودي مطلع عام 2018. في بطولة كأس العالم 2018، سجل في مباراة بلده ضد بنما الهدف رقم 2500 في تاريخ بطولات كأس العالم.

## روابط خارجية
- فخر الدين بن يوسف على موقع الاتحاد الدولي (مؤرشف)  (الإنجليزية)
- فخر الدين بن يوسف على موقع رابطة كرة القدم الفرنسية للمحترفين (الإنجليزية)
- فخر الدين بن يوسف على موقع إي إس بي إن إف سي (الإنجليزية)
- فخر الدين بن يوسف على موقع قاعدة بيانات كرة القدم.إي يو (الإنجليزية)
- فخر الدين بن يوسف على موقع بيانات كرة القدم. دي إي (الألمانية)
- فخر الدين بن يوسف على موقع ليكيب (الفرنسية)
- فخر الدين بن يوسف على موقع ناشيونال فوتبول تيمز (الإنجليزية)
- فخر الدين بن يوسف على موقع Soccerway.com (الإنجليزية)
- فخر الدين بن يوسف على موقع عالم كرة القدم.نت (الإنجليزية)
- فخر الدين بن يوسف على موقع كووورة